# Далас
 Тази статия е за града в Съединените щати.  За сериала вижте Далас (филм).  
Далас (на английски: Dallas) е град в окръг Далас в щата Тексас, САЩ. Населението на града е 1 300 092 жители от преброяването през 2016 г. Общата площ на Далас е 997,10 km².

## География
Разположен е в североизточната част на Тексас, на брега на река Тринити. От двете страни на реката са изградени 15 m високи диги за защита от честите наводнения. Езерото Уайт Рок, разположено в източната част на Далас, е другата водна атракция на града. Районът около него е популярно място за отдих и разходка, както и различни водни спортове (гребане и плаване с платноходки).
Климатът е субтропичен. Градът се намира в зоната „Алея на торнадото“. Пролетно време студените въздушни маси, спускащи се от Канада, се сблъскват в топлите влажни маси, идващи от Мексиканския залив, причинявайки силни бури с проливни валежи, мълнии и торнадо.

## Население
С население от 1 300 092 жители (2016), Далас е 8-и по големина в САЩ. По расов признак населението е разпределено така:
- бели – 45,9%
- афроамериканци – 33,3%
- азиатци – 2,5%
- от друга раса – 16,6%

От латиноамерикански произход са 42 % от населението на града.

## Икономика
В миналото, водещите индустрии на града са били добива на петрол (открит през 30-те години на 20 век) и производството и обработката на памук.
Днес телекомуникациите и компютърните технологии са водещ отрасъл в икономиката на града. Далас често е наричан „Силициевата прерия“ („Silicon Prairie“). Централната част на града е опасана от над 160 km оптични кабели.
Банковият сектор е другият водещ сектор от икономиката.

## Спорт
Градът е дом на много професионални отбори. Далас Старс са хокейният отбор на града, играещ в НХЛ.
Далас Маверикс представляват града в НБА, а Далас Каубойс са професионален отбор по американски футбол и играят в NFL.ФК Далас играе в Major League Soccer (MLS).

## Известни личности
Родени в Далас
- Ник Джонас (16 септември 1992) – поп и рок певец
- Робин Райт (8 април 1966) – актриса
- Стивън Стилс (р. 1945) – музикант
- Ъшър (14 октомври 1978) – арендби певец и танцьор